# Омсвілл (Орегон)
Омсвілл (англ. Aumsville) — місто (англ. city) в США, в окрузі Меріон штату Орегон. Населення — 4234 особи (2020).

## Географія
Омсвілл розташований за координатами 44°50′44″ пн. ш. 122°52′8″ зх. д. / 44.84556° пн. ш. 122.86889° зх. д. (44.845455, -122.868812).  За даними Бюро перепису населення США в 2010 році місто мало площу 2,64 км², уся площа — суходіл. В 2017 році площа становила 2,92 км², уся площа — суходіл.

## Демографія
Згідно з переписом 2010 року, у місті мешкали 3584 особи в 1182 домогосподарствах у складі 937 родин. Густота населення становила 1358 осіб/км².  Було 1231 помешкання (466/км²).
Расовий склад населення:
| - 84,3 % — білих - 2,2 % — корінних американців - 0,6 % — азіатів - 0,5 % — чорних або афроамериканців - 0,3 % — вихідців з тихоокеанських островів - 6,7 % — осіб інших рас |

До двох чи більше рас належало 5,4 %. Частка іспаномовних становила 14,4 % від усіх жителів.
За віковим діапазоном населення розподілялося таким чином: 34,3 % — особи молодші 18 років, 57,3 % — особи у віці 18—64 років, 8,4 % — особи у віці 65 років та старші. Медіана віку мешканця становила 30,4 року. На 100 осіб жіночої статі у місті припадало 89,5 чоловіків;  на 100 жінок у віці від 18 років та старших — 84,1 чоловіків також старших 18 років.
Середній дохід на одне домашнє господарство  становив 56 495 доларів США (медіана — 49 403), а середній дохід на одну сім'ю — 59 137 доларів (медіана — 57 202). Медіана доходів становила 41 778 доларів для чоловіків та 38 750 доларів для жінок. За межею бідності перебувало 19,0 % осіб, у тому числі 36,5 % дітей у віці до 18 років та 3,2 % осіб у віці 65 років та старших.
Цивільне працевлаштоване населення становило 1638 осіб. Основні галузі зайнятості: освіта, охорона здоров'я та соціальна допомога — 21,4 %, виробництво — 17,1 %, роздрібна торгівля — 10,8 %, публічна адміністрація — 10,5 %.